# برمجية مطبوعات إلكترونية
برمجية المطبوعات الإلكترونية هي حزمة برمجيات حرة ومفتوحة المصدر لبناء مستودعات الوصول المفتوح المتوافقة مع بروتوكول مبادرة الأرشيف المفتوح لجمع بيانات التعريف. وتتشارك العديد من الخصائص المعروفة عن أنظمة إدارة المستندات، ولكنها تُستخدم أساسًا مع المستودعات المؤسسية والدوريات العلمية. تم تطوير برمجية المطبوعات الإلكترونية في مدرسة الإلكترونيات وعلوم الحاسب بجامعة ساوثهامبتون، وتم إطلاقها وفقًا لرخصة جنو العمومية (GPL).
لا ينبغي الخلط بين برمجية المطبوعات الإلكترونية و«المطبوعات الإلكترونية» التي تشمل المطبوعات القبلية (قبل مراجعة الأقران) والمطبوعات البعدية (بعد مراجعة الأقران) لمقالات صحفية بحثية: "المطبوعات الإلكترونية" = المطبوعات القبلية + المطبوعات البعدية.

## معلومات تاريخية
تم إنشاء برمجية المطبوعات الإلكترونية في عام 2000 كنتيجة مباشرة لاجتماع سانتا فيه 1999 الذي أطلق ما أصبح بعد ذلك بروتوكول مبادرة الأرشيف المفتوح لجمع بيانات التعريف (OAI-PMH).
لقد تم استقبال برمجية المطبوعات الإلكترونية بحماس وأصبحت أولى برمجيات الوصول المفتوح الحر الأكثر استخدامًا  ، وكذلك برمجيات المستودعات المؤسسية، ومنذ ذلك الحين فقد ألهمت تطوير البرمجيات الأخرى التي تلبي أغراضًا مماثلة.
تم إطلاق الإصدار الثالث من البرمجية رسميًا في 24 يناير 2007 في مؤتمر المستودعات المفتوحة 2007 Open Repositories 2007 Conference، وتم وصفه من قبل مطوريه بأنه «قفزة كبيرة للأمام في الوظائف، حيث يوفر المزيد من التحكم والمرونة لمديري المستودعات، والمودعين، والباحثين، والإداريين التقنيين.» 

## التكنولوجيا
إن برمجية المطبوعات الإلكترونية هي تطبيق ويب وسطر الأوامر معتمد على هيكل لامب (ولكنها مكتوبة بلغة بيرل وليس بلغة بي إتش بي). وتم تشغيلها بنجاح وفقًا لأنظمة التشغيل لينكس، وسولاريس، وماك أو إس عشرة . وقد تم إطلاق إصدار لمايكروسوفت ويندوز في 17 مايو 2010 .
وقدم الإصدار الثالث من البرمجية هيكل برنامج مساعد (معتمد على بيرل) لاستيراد وتصدير البيانات، وتحويل الموضوعات (لفهرسة محرك البحث)، وعناصر تحكم واجهة المستخدم.
يتضمن إعداد مستودع برمجية المطبوعات الإلكترونية تعديل ملفات الإعدادالمكتوبة بلغة بيرل أو لغة الرقْم القابلة للامتداد (إكس إم إل). ويتم التحكم في شكل مستودع بواسطة قوالب إتش تي إم إل (HTML)، وصفحات الطرز المتراصة، وصور داخلية. وبينما تم إطلاق برمجية المطبوعات الإلكترونية بالإنجليزية، إلا أنه تمت ترجمتها إلى لغات أخرى من خلال ملفات إكس إم إل للعبارات محددة اللغة (والقابلة لإعادة التوزيع). وتشمل الترجمات الموجودة اللغة البلغارية، والفرنسية، والألمانية، والمجرية، والإيطالية، واليابانية، والروسية، والإسبانية، والأوكرانية. .

## وصلات خارجية
- برمجية مطبوعات إلكترونية على موقع Open Hub (الإنجليزية)
- برمجية مطبوعات إلكترونية على موقع Free Software Directory (الإنجليزية)
- EPrints Software
- EPrints Demonstration Site
- Openarchives.eu - The European Guide to OAI-PMH Digital Repositories in the World نسخة محفوظة 28 يونيو 2009 على موقع واي باك مشين.
- Peter Millington and William J. Nixon: EPrints 3 Pre-Launch Briefing HTML نسخة محفوظة 22 أكتوبر 2007 على موقع واي باك مشين.
- Open Repositories 2007 Conference Jan. 23-26, "Achieving Interoperability in an Open World" (EPrints Version 3 launch and workshop)